# Lijst van kledingvrije evenementen

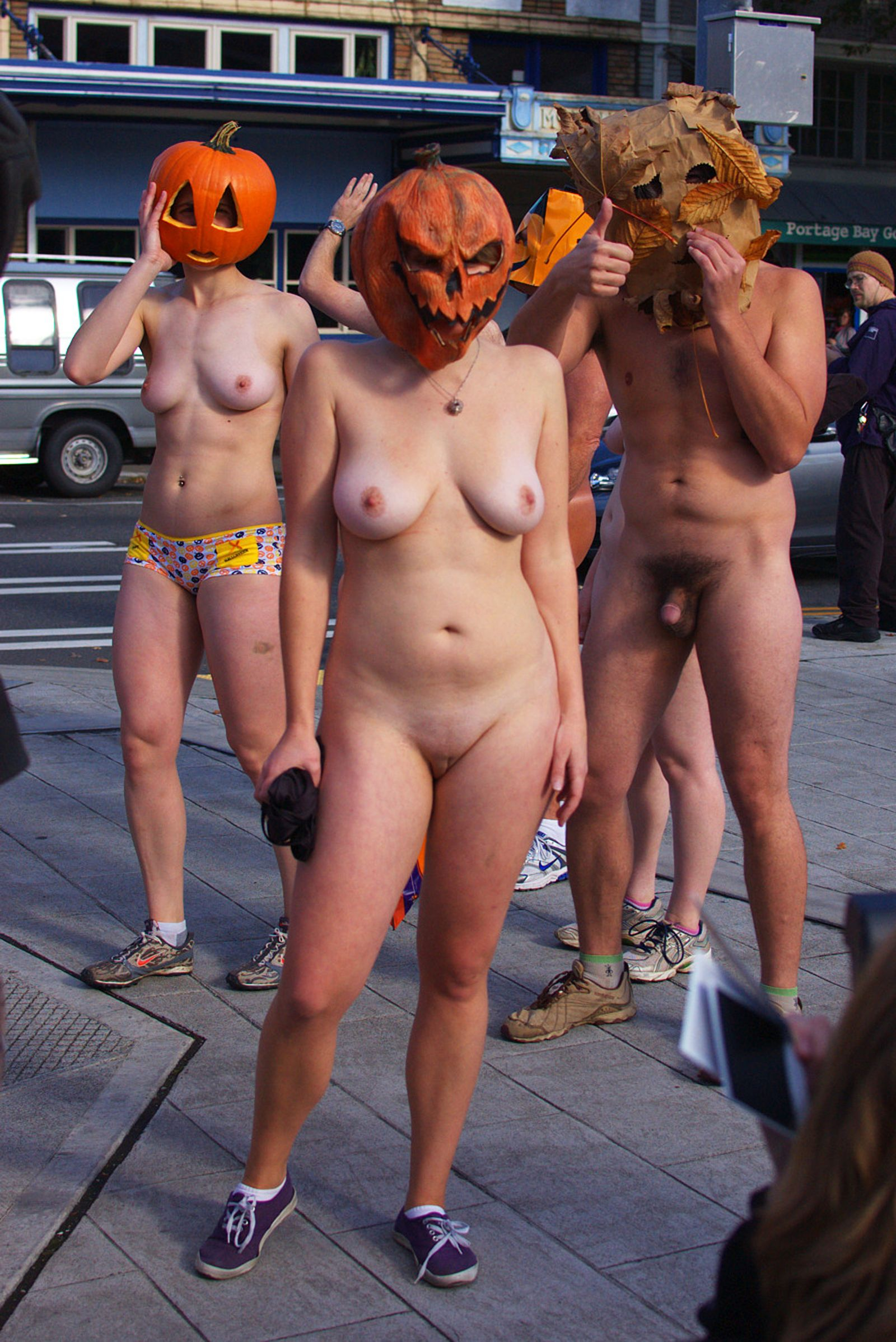
Naked Pumpkin Run 2010

Het volgende is een lijst van naakte of kledingvrije evenementen waar mensen naakt in het openbaar kunnen zijn:
- Bay to Breakers
- Internationale dag van het naakt tuinieren
- Naked Mile
- Naked Pumpkin Run
- Nakukymppi
- Primal Scream, een halfjaarlijkse traditie aan het Harvard College
- World Naked Bike Ride